# Wien Universitet for Musik og Scenekunst
Wien Universitet for Musik og Scenekunst (tysk: Universität für Musik und bildende Kunst Wien) er et østrigsk universitet beliggende i hovedstaden Wien og er med over 3000 studerende Østrigs største musikuniversitet.

## Historie
Allerede i 1808 blev oprettelsen af et musikkonservatorium efter det parisiske forbillede, Conservatoire de Paris, diskuteret. Det i 1812 grundlagte Musikvennernes Forening gjorde dette projekt til deres hovedopgave, så der allerede i 1819 med engagement fra violinprofessoren Joseph Böhm kunne lægges grundstenene til en sådan institution. I løbet af det 19. århundrede blev skolen udbygget kraftigt, således at der allerede i 1890'erne var 1000 studerende.
I 1909 blev den indtil da private institution lemmet ind under kejseren og fik navnet k.k. Akademie für Musik und darstellende Kunst som statslig uddannelsesinstitution. Med dette tiltag kom også en ny bygning: I 1912 blev en prøvescene opført, som nu kendes under navnet Akademietheater.
En udvidelse kom i 1928 med et akademi for skuespillere (Max-Reinhardt-Seminar) og et musikpædagogisk seminar. Mellem 1939 og 1945 blev jødiske lærere og studerende udelukket og efter anden verdenskrig fik skolen rang som kunstakademi. Først i 1970 blev den anført som højere læreanstalt og endelig i 1998 universitet.
I 1952 etablerede Walter Kolm-Veltée særafdeling for filmudvikling. I 1960 kom en filmklasse også til. I 1963 blev de begge udlemmet til det nyoprettede "Afdeling Film og Fjernsyn". Herefter fulgte flere andre lignende uddannelsesretninger og siden 1998 har afdelingen været Filmakademi Wien.
48°12′06″N 16°23′05″Ø / 48.2018°N 16.3848°Ø